# Marienretabel (Bernos-Beaulac)

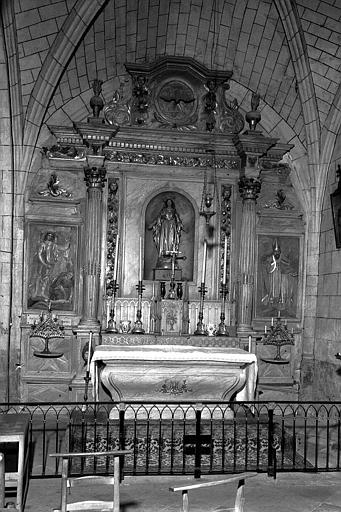
Marienretabel in Bernos-Beaulac

Das Marienretabel in der katholischen Kirche Notre-Dame in Bernos-Beaulac, einer französischen Gemeinde im Département Gironde der Region Nouvelle-Aquitaine, wurde im 18. Jahrhundert geschaffen. Das barocke Retabel des Marienaltars wurde 1971 als Monument historique in die Liste der denkmalgeschützten Objekte (Base Palissy) in Frankreich aufgenommen.
Das circa fünf Meter hohe und vier Meter breite Retabel aus Holz ist links außen mit der Darstellung des Tobias in Begleitung des Erzengels Raphael und rechts außen mit dem heiligen Blasius versehen. In der Mitte, die von zwei Säulen gerahmt wird, steht eine Skulptur Marias. Im Auszug ist eine Taube, das Symbol des Heiligen Geistes, zu sehen.